# Бочкарьово (Новосибірська область)
Бочкарьово (рос. Бочкарёво) — селище у Черепановському районі Новосибірської області Російської Федерації.
Входить до складу муніципального утворення Бочкарьовська сільрада. Населення становить 641 особа (2010).

## Історія
Згідно із законом від 2 червня 2004 року органом місцевого самоврядування є Бочкарьовська сільрада.

## Населення
| 2002 | 2007 | 2010 |
| ---- | ---- | ---- |
| 684  | ↘681 | ↘641 |